# Michael von Visbeck
Michael von Visbeck (* im 15. oder 16. Jahrhundert; † im 16. Jahrhundert) war Domherr in Münster.

## Leben
Michael von Visbeck wurde als Sohn des Hermann von Visbeck und dessen Gemahlin Jutta von Bevern geboren. 1532 lag er mit dem späteren Erzbischof und Kurfürsten von Trier, Johann von der Leyen, wegen der Vergabe einer Präbende in einem Streit. Schließlich erhielt er im Jahre 1557 eine münstersche Dompräbende. Noch im gleichen Jahre verzichtete er auf seine Pfründe. Die Quellenlage gibt keinen Aufschluss über seinen weiteren Lebensweg.